# Sierra de Neila
La sierra de Neila es un pequeño conjunto montañoso, situado en el extremo sureste de la provincia de Burgos (Castilla y León, España), que se levanta entre los altivos Picos de Urbión y la extensa sierra de la Demanda, formando parte del parque natural de las Lagunas Glaciares de Neila.

## Descripción
Su accidentada geografía  de crestas y cantiles jurásicos, cubierta en su mayor parte por centenarios bosques de pino albar, aparece presidida por un espectacular rosario de lagunas de origen glaciar, que se desgranan a los pies de La Campiña. Además de la indiscutible riqueza paisajística que atesoran estas montañas, incluido el llamativo paraje de Las Calderas, su privilegiada situación geográfica las convierte en un auténtico santuario, con varias flores e insectos endémicos.